# Shimazu Nariakira

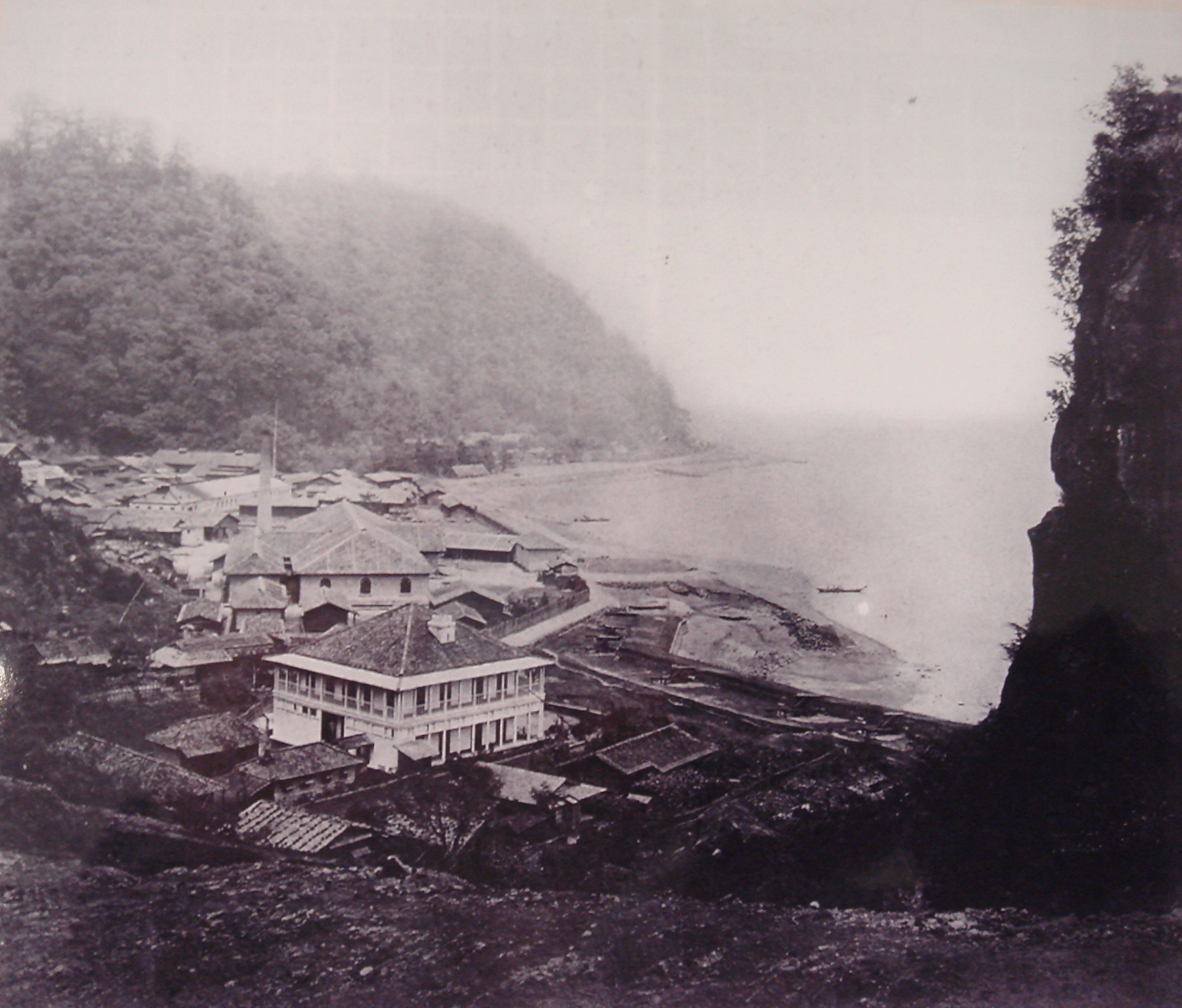
O Shūseikan, área industrial estabelecido por Shimazu Nariakira em 1852 em Iso, província de Satsuma. Uma " construção estrangeira" (異人館) foi construído para abrigar sete técnicos ingleses. 1872 fotografia.

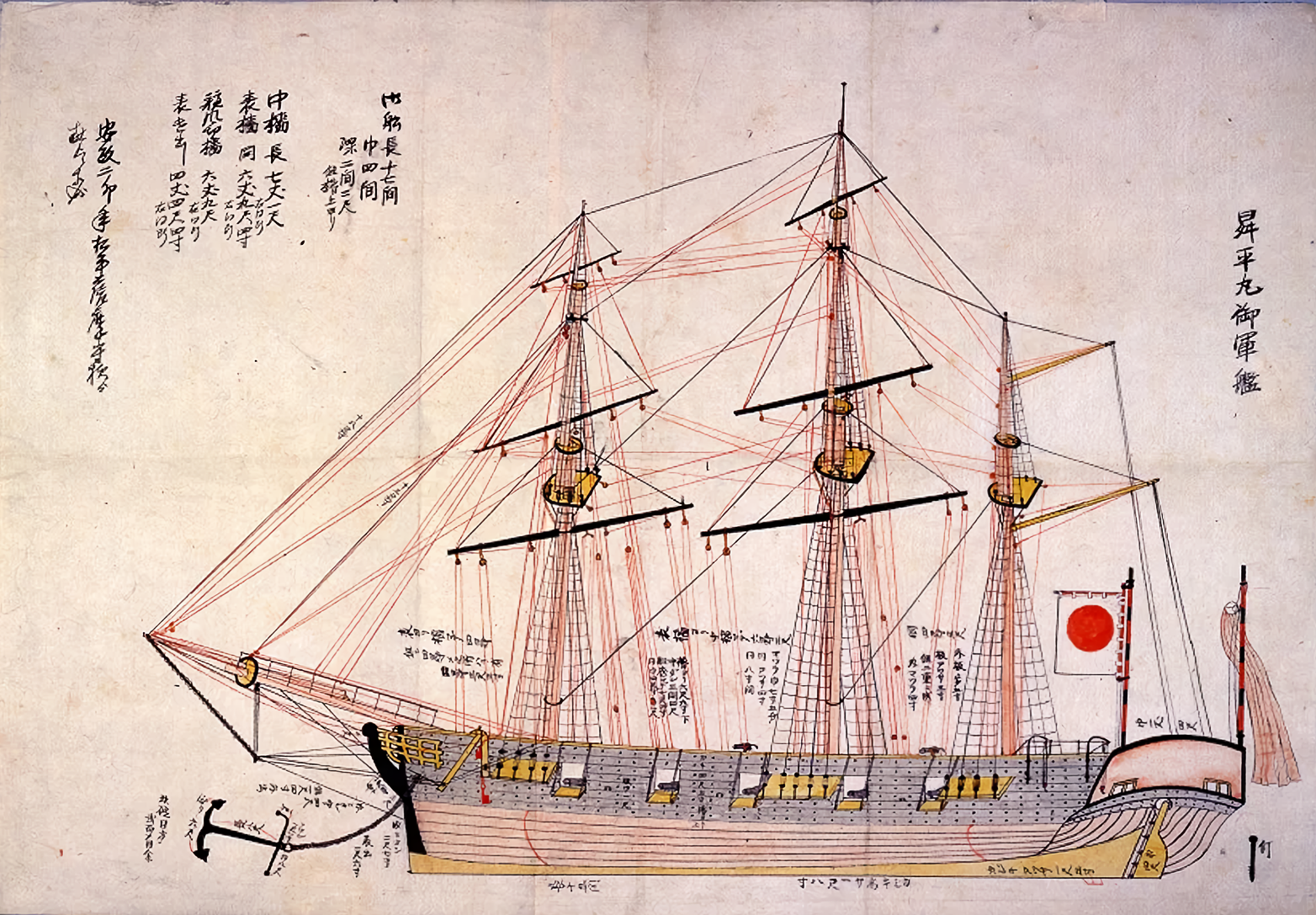
O primeiro navio de guerra Ocidental, foi construída a partir de desenhos técnicos holandeses, sob governo de Nariakira.

Shimazu Nariakira (島津 斉彬; 28 de abril de 1809 – 24 de agosto de 1858) foi um senhor feudal (daimiô) japonês do período Edo, o 28.º na linhagem de senhores do Domínio de Satsuma. Ele era conhecido como um inteligente e sábio senhor, era muito interessado em rangaku. Ele foi sepultado, como o Xintoísmo Kami Terukuni Daimyōjin (照国大明神), em Maio de 1863.

## Início da vida e ascensão ao poder
Shimazu Nariakira nasceu no Satsuma, no período Edo, em 28 de abril de 1809. Ele subiu ao poder como daimyō de Satsuma depois de sobreviver a uma horrível e árdua guerra dentro de sua própria família, conhecida como a Oyura Sōdō ou o Takasaki Kuzure. Ele enfrentou muita oposição em Satsuma e por isto passou a maior parte de sua vida em Edo; assim, ele acabou por ser considerado um estranho em suas próprias terras. Em sua busca para se preparar para potenciais agressões do Ocidente ele também enfrentou muitos militares e escolas de pensamento inimigas que discordavam com o plano para reforçar a defesa costeira.
No contexto da época Nariakira, seu pai (Narioki) e Zusho acabaram por se desentender. Tal fato foi causado pelo desejo que Nariakira tinha de investir em tecnologia e defesa e tal ideia não era compartilhada por seu pai ou por Zusho. Narioki e Zusho tiveram mútuo desdém e desconfiança por Nariakira e tal fato acabou por isolar Nariakira de Satsuma, o que fez com que o primeiro não tivesse acesso às fontes de informações a respeito de Satsuma, dos funcionários ou dos seus negócios com o xogunato.
Nariakira chegou em Satsuma para tentar resolver a crise, conforme as ordens do oficial de alta Abe Masahiro, em 25 de junho de 1846. Um navio francês que tinha chegado em Ryūkyū em 1844, e dois navios Britânicos iriam atracar no ano seguinte, exigindo tratados de amizade e comércio; como eram reinos considerados semi-independentes, e não parte do Japão, isto representou um grande dilema. Nariakira e Abe Masahiro decidiram que, apesar das políticas de reclusão, relações deveriam ser permitidos em Ryūkyū, tal seria melhor que se arriscar a violentos conflitos com as potências ocidentais.

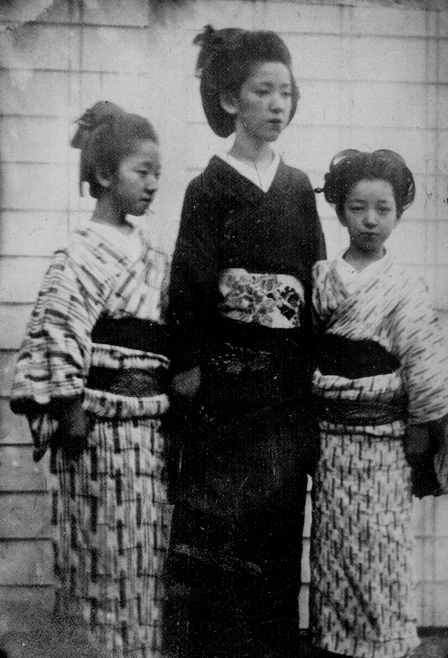
As três filhas de Shimazu Nariakira

## O amor à educação e a cultura Ocidental
Nariakira foi considerado um dos mais sábios daimyō de seu tempo, graças ao seu amor à educação. A fim de entender melhor este ponto, sua história e educação devem ser analisadas:
Em 1812, aos três anos de idade, Nariakira foi designado herdeiro do Satsuma. Como qualquer herdeiro, Nariakira foi preparado para o seu futuro papel, recebendo uma educação adequada, com artes marciais, artes e conteúdo acadêmico  Nariakira compartilhou com seu avô Shigehide o fascínio pela cultura Ocidental e a erudição. O jovem Nariakira era fascinado pela coleção de itens ocidentais de seu avô, que incluía relógios, instrumentos musicais, telescópios, microscópios e armas. Ao longo de sua educação ele aprendeu a ler e escrever em alfabeto romano. Mais tarde usou o alfabeto romano para escrever palavras Japonesas, como um código pessoal.. Nariakira conheceu Philipp Franz von Siebold, um médico alemão que serviu como o diretor da Companhia holandesa da Índia Oriental (Vereenigde Oostindische Compagnie) em Nagasaki, tornando-o um dos poucos Japoneses da época a ter amizade um Ocidental.

## Morte e legado
No decorrer de sua vida Nariakira fez muitos amigos em posições relevantes. Estas ligações vieram a calhar durante seus esforços para forçar a aposentadoria de seu pai. Um desses amigos foi Abe Masahiro, que na época era ocupava o cargo rōjū. Abe foi um dos responsáveis por colocar Nariakira encarregado de Satsuma por meio de um Tratado de Comércio feito com o ocidente.
Abe e, indiretamente, Tokugawa, foram pressionados por Nariakira para transferir a responsabilidade do tratado de comércio nele, e não em seu pai ou Zusho Hirosato. Seu pai e Zusho haviam provado não serem confiáveis. Abe sabia que a única maneira Nariakira poderia obter controle de Ryūkyū, seria se o pai dele e Zusho fosse removidos; através de intervenção, o que acabou acontecendo.

## Conquistas
- Senhor de Primeiro Grau (16 de maio de 1901, póstumo)